# Зелёный Яр (Новониколаевский район)
Зелёный Яр (укр. Зелений Яр) — село,
Терноватский поселковый совет,
Новониколаевский район,
Запорожская область,
Украина.
Село ликвидировано в 1987 году.

## Географическое положение
Село Зелёный Яр находилось в 1,5 км от левого берегу реки Гайчур,
на расстоянии в 1,5 км от села Косовцево.

## История
- 1987 — село ликвидировано[1].